# Neoturris pelagica
Neoturris pelagica is een hydroïdpoliep uit de familie Pandeidae. De poliep komt uit het geslacht Neoturris. Neoturris pelagica werd in 1902 voor het eerst wetenschappelijk beschreven door Agassiz & Mayer. 